# Ondata di tornado del 3 marzo 2019

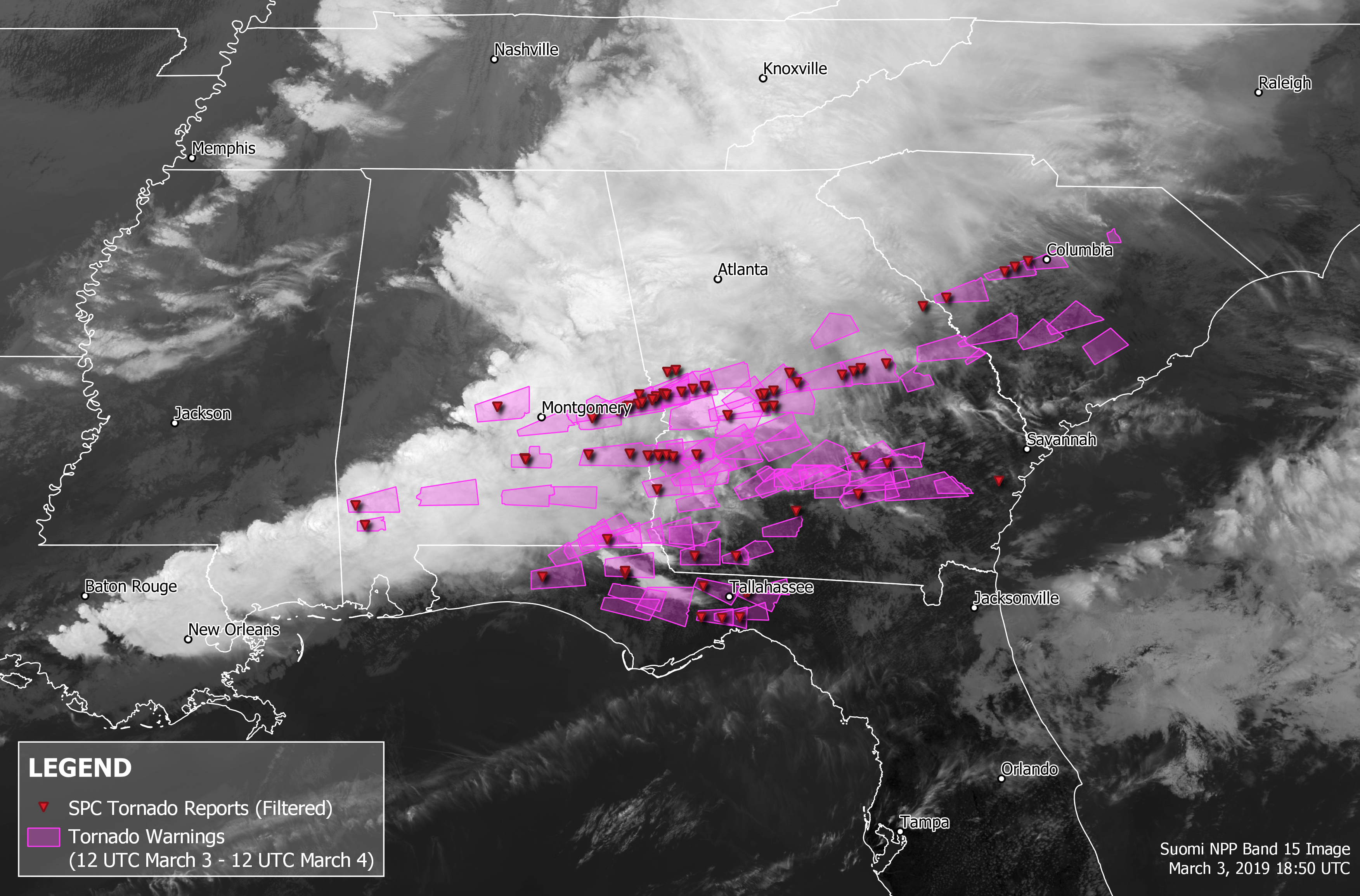
Avvisi di tornado e previsioni dello Storm Prediction Center il 3 marzo sovrapposti a un'immagine satellitare infrarossa Suomi NPP scattata alle 18:50 UTC

L'ondata di tornado del 3 marzo 2019 ha interessato gli Stati Uniti d'America, colpendo l'Alabama, la Florida, la Georgia e la Carolina del Sud. Nel corso di 6 ore, un totale di 41 tornado hanno colpito queste zone , provocando 23 morti, circa 103 feriti, gravi danni per una stima di circa 190 milioni di dollari, e lasciato almeno 10 000 persone senza elettricità.
Il più forte di questi, di classe EF4, è stato la singola causa di tutte le vittime.

## Danni
Uno sceriffo della contea di Lee ha descritto il danno come catastrofico. 10 000 rimasero senza elettricità. Un tornado nella contea di Walton, in Florida, ha rovesciato alberi su un'autostrada, fermando il traffico. Almeno un'antenna telefonica è stata rovesciata. Molte case e aziende sono state distrutte a Cairo, in Georgia. L'intera portata del danno è sconosciuta. I funzionari federali hanno stimato che circa 1 120 case sono state danneggiate o distrutte.

## Vittime
23 persone morte sono state accertate dal 4 marzo. Tutte queste morti si sono verificate a seguito di un singolo tornado, che ha colpito la contea di Lee, in Alabama. Almeno due dei decessi sono avvenuti vicino alla città di Beauregard. Tre dei morti erano bambini. In totale ci sono stati circa 103 feriti, di cui 60 pazienti ricevuti presso l'East Alabama Medical Center. Molte persone sono state dichiarate disperse. I droni con dispositivi di ricerca del calore sono attualmente alla ricerca di sopravvissuti, e le squadre di terra hanno dovuto attendere la luce del mattino per iniziare la ricerca.